# Ammotrypane brevibranchiata
Ammotrypane brevibranchiata är en ringmaskart som beskrevs av Maurice Caullery 1944. Ammotrypane brevibranchiata ingår i släktet Ammotrypane och familjen Opheliidae. Inga underarter finns listade i Catalogue of Life.